# Загниборода, Алексей Семёнович
Алексей Семенович Загниборода (укр. Олексій Семенович Загниборода; 30 марта 1939, Пасечная, Киевская область — 11 декабря 2003, Киев) — советский и украинский архитектор, действительный член Украинской академии архитектуры (2000).

## Биография
В 1964 году окончил Киевский инженерно-строительный институт.
Его основные работы: в Евпатории — курортная поликлиника, 1979, грязелечебная поликлиника, общежитие, 1980, водолечебница, 1982,
в Киеве — научно-исследовательский институт клинической и экспериментальной хирургии — 1978, межбольничная аптека в Медгородке — 1985, Институт нейрохирургии: поликлиника, пансионат, комплекс операционных на улицы Платона Майбороды, 1993, реконструкция комплекса 14-й детской больницы — «Охматдет», 1995.
В Симферополе — принимал участие в работе над зданием Музыкально-драматического театра (проект архитекторов С. Амзаметдиновой, В. Юдина и инженера Э. Быкова).

С 2000 года — действительный член Украинской академии архитектуры.

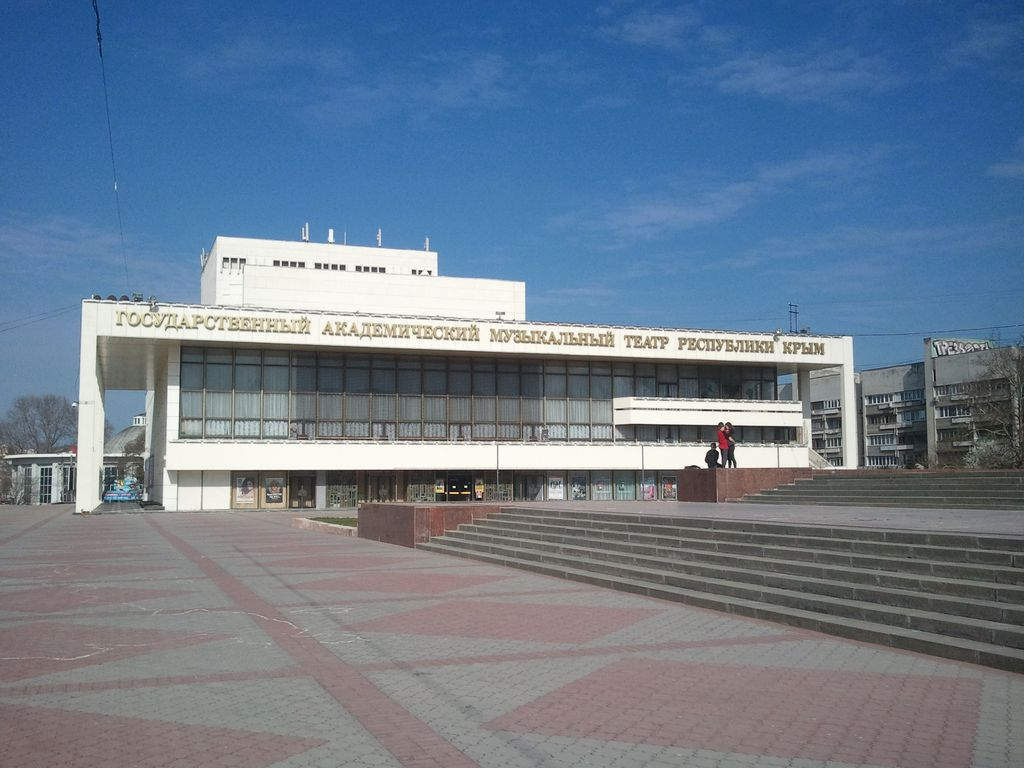
Музыкальный театр республики Крым